# Gwindulumutu
Le Gwindulumutu est une lutte traditionnelle congolaise, dont l'une des particularités est l'emploi de coups de tête. Elle est probablement directement liée au Batuque qui fut pratiqué au Brésil[réf. nécessaire].